# Guembelia laxa
Guembelia laxa là một loài Rêu trong họ Grimmiaceae. Loài này được (Müll. Hal.) Müll. Hal. mô tả khoa học đầu tiên năm 1849.